# Neuried (München)
Neuried er en kommune i Landkreis München (Oberbayern), i den tyske delstat Bayern, der ligger sydvest for delstatshovedstaden München.

## Geografi
Neuried grænser mod vest til Planegg, mod nord til Münchenbydelen (Stadtbezirk) Hadern, mod øst til Münchenbydelen (Stadtbezirk) Thalkirchen-Obersendling-Forstenried-Fürstenried-Solln og mod syd til det til Forstenrieder Park hørende kommunefri område Forst Kasten. Det i skoven liggende Forsthaus Kasten hører til Neuried.